# Stazione di Lamezia Terme-Sambiase
Stazione di Lamezia Terme-Sambiase vasútállomás Olaszországban, Calabria régióban, Lamezia Terme településen. Az állomás 1894-ben nyílt meg.

## Vasútvonalak
Az állomást az alábbi vasútvonalak érintik:
- Lamezia Terme-Catanzaro Lido-vasútvonal

## Kapcsolódó állomások
A vasútállomáshoz az alábbi állomások vannak a legközelebb:
- Stazione di Lamezia Terme Centrale
- Stazione di Lamezia Terme-Nicastro